# カタルーニャ広場

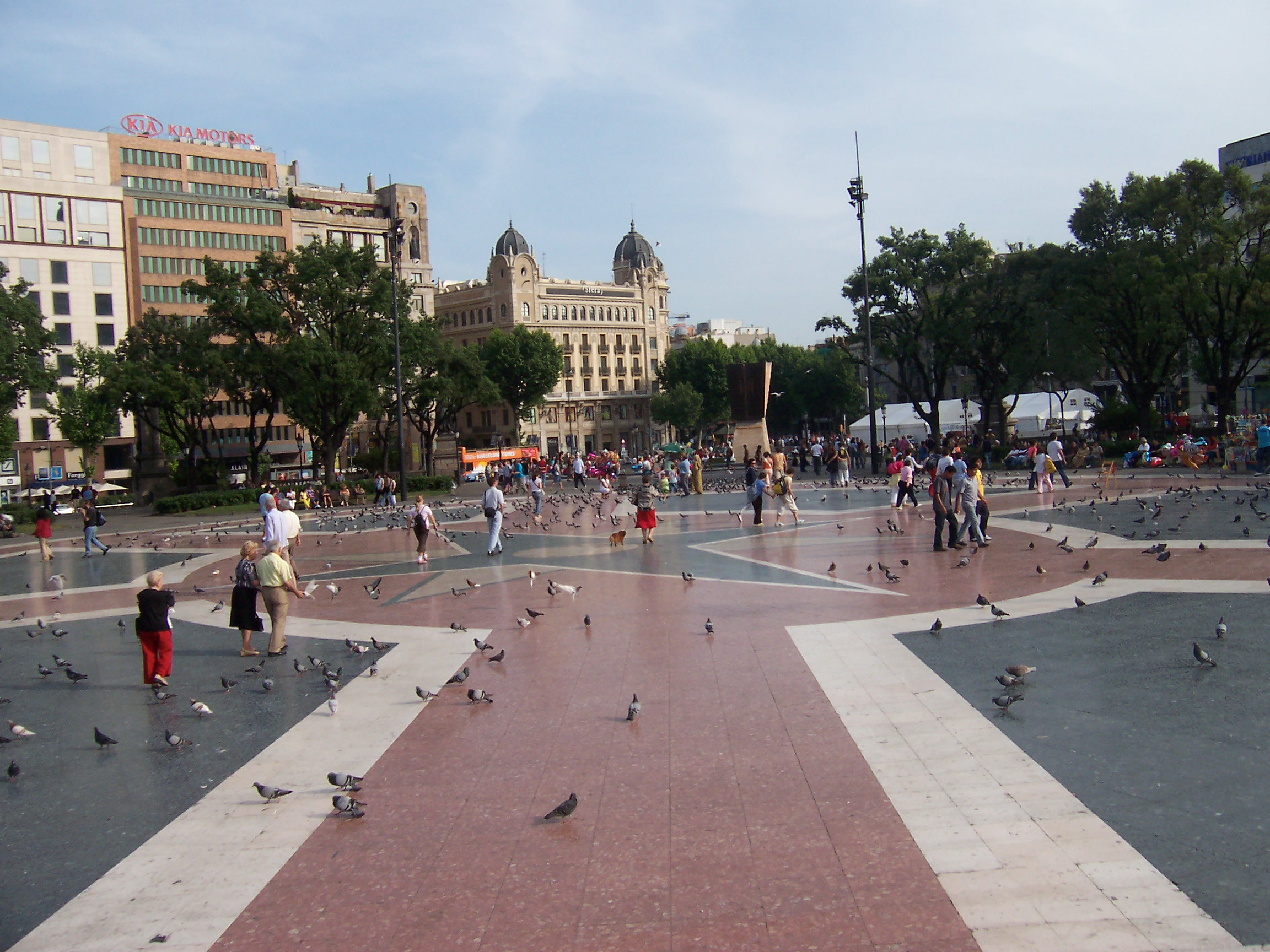
カタルーニャ広場

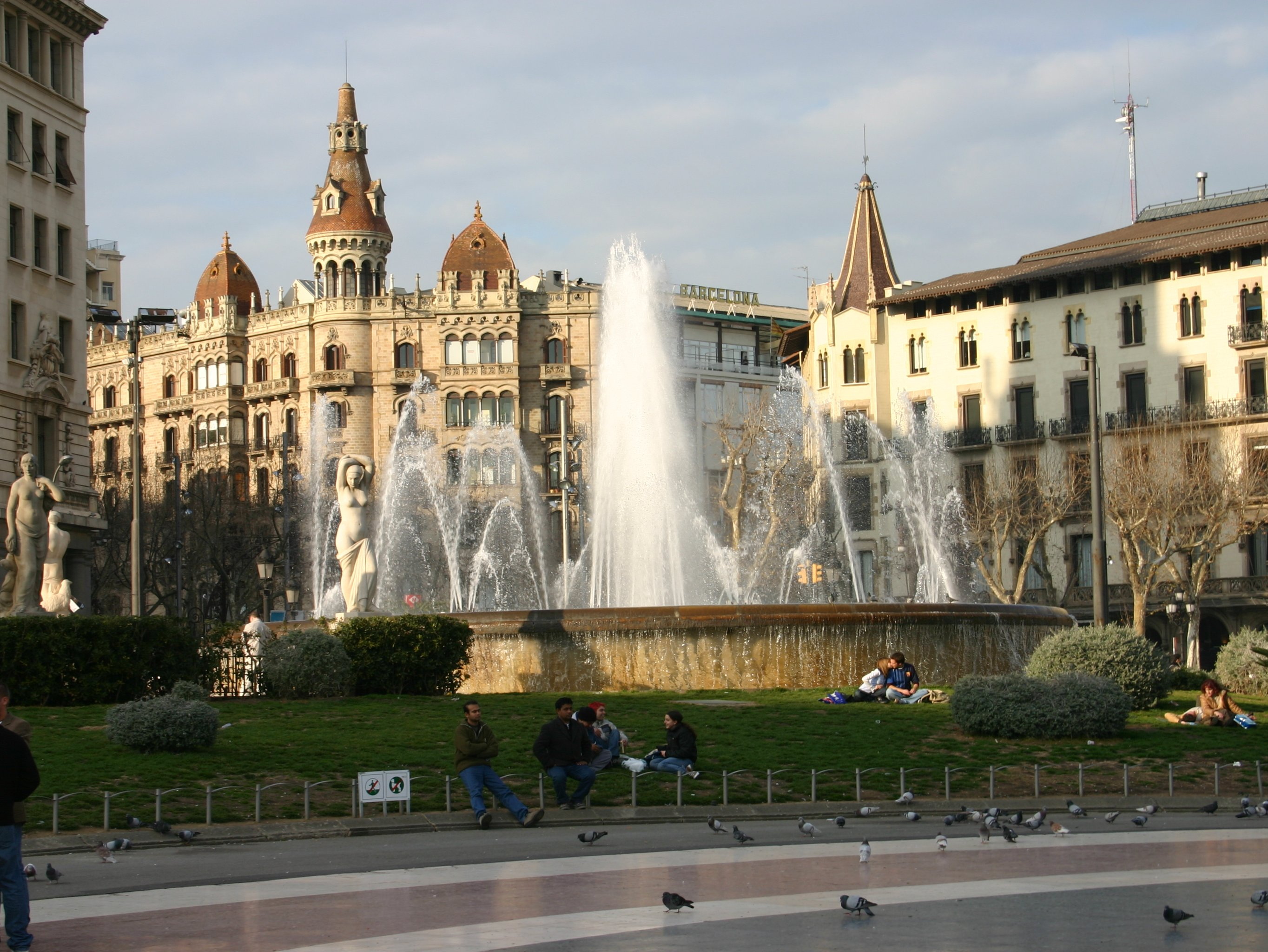
カタルーニャ広場

カタルーニャ広場（カタルーニャ語：Plaça de Catalunya）はスペイン、バルセロナにある広場であり、この広場がバルセロナの中心と考えられている。
観光地でもあり、また都市交通の拠点でもある。

## 概要
バルセロナのほぼ中央、旧市街地と新市街地の境界に位置する。
グラシア通り、ランブラス通りなどの主要道路が交差する。
面積は約5ha。

## 歴史

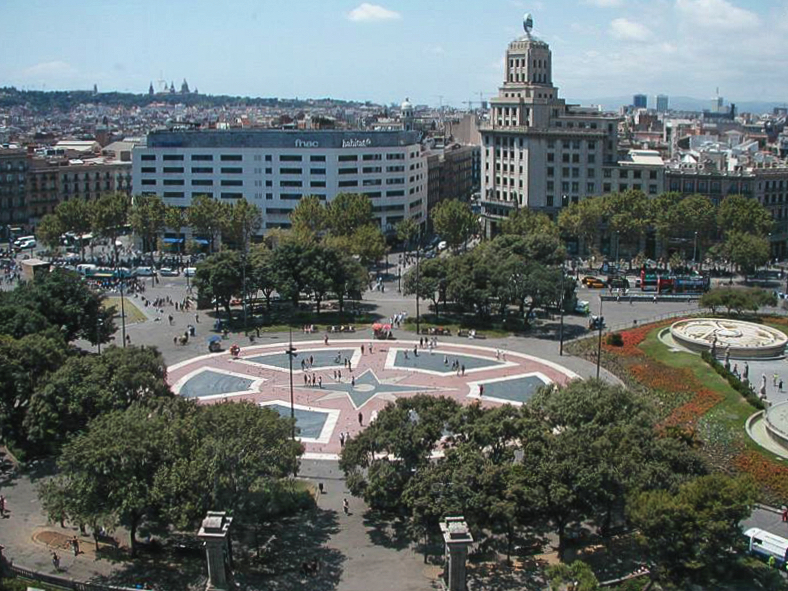
カタルーニャ広場

中世、バルセロナが城壁で囲まれていた時代、現在のカタルーニャ広場がある場所は近郊へ向かう門の外側に位置した何もない場所であった。
この場所は市場には理想的な場所で、住民の生活の中心となっていた。
19世紀、市域を拡張するために城壁が取り去られ、イルデフォンス・サルダ（Ildefons Cerdà）による都市計画に基づいて新市域が建設された時、町の中心となる広場は別の場所に建設される予定で、現在の場所には計画されていなかった。
しかし、市と資産家はここに広場を計画したアントニ・ロビラ（Antoni Rovira）の設計を優先したが、新市域開発には取り残され、この場所は使用されていなかった。
正式な開発許可が下りたのは1889年であり、1888年のバルセロナ万国博覧会の翌年であった。1892年には、1929年のバルセロナ万国博覧会に向けて開発が始まったが、その間地下鉄工事も行われ、カタルーニャ広場が完成したのは1927年である。
現在のカタルーニャ広場は、周辺にはデパートなどの商業施設、ホテルなどの観光施設、銀行などの公共サービス施設が立ち並び、都市の中心として機能している。また広場の中央はコンサート、大規模な集会、展示会、イベント会場など様々な目的で利用されており、2011年5月15日からスペイン全土で沸き起こっている15-M運動では、連日24時間ここに多数の群衆が集結、現在も継続中である。

## 文化
周辺には多くの文化施設が点在している。

## 交通

### 鉄道
広場の地下にはプラサ・カタルーニャ駅があり、地下鉄および2つの鉄道路線が乗り入れている。
- 地下鉄　L1、L3
- レンフェ　C1、C3、C4、C7
- FGC　L6,L7、S1,S2,S5、S55

### バス
市内バス、近郊バス、空港バスが発着している。